# Daggers
Daggers — английский музыкальный коллектив из Манчестера, образованный из участников группы Bureau, в настоящее время двое из участников, Тео Хатчкрафт и Адам Андерсон, составляют группу Hurts. Ещё один из участников, Джеми Олсоп, создал студию звукозаписи Voltalab Sound Studios, а Сара Рассел (Бикрофт) занята сольным музыкальным проектом Sarah Alexandra и является вокалисткой группы DeckaJam.
Стиль Daggers — диско-хаус. Характеризуя себя, квинтет назвал «супернереальную популярную песню, искаженную атмосферной и апокалиптической электроникой», которая соответствует им как ничто другое.

## История
Под влиянием поровну электро и рока — легенды Гэри Ньюмана и группы Magazine, современных законодателей моды — группы Goldfrapp и Performance, участники коллектива Bureau сформировались как дальновидная группа, чьи достижения глубоко проросли в классическую поп-музыку.
Группа образовалась, когда Тео, Адам и Скотт встретились дождливой, ветреной ночью снаружи манчестерского инди-клуба под названием 42nd Street незадолго до Рождества 2005 года и, почти сразу, трио начало писать песни. Очень быстро было решено, что группе просто необходима реализация огромного песенного потенциала, поэтому Флик и Джеми были приняты в состав Bureau в марте 2006 года. Группа Bureau дебютировала в мае 2006 года в The Music Box в Манчестере, концерт привлёк уже немалое число поклонников, которые были ошеломлены «взрывным» материалом группы с их страницы на MySpace. Manchester Music стали свидетелем их дебютного шоу в мае и описал их как группу, которая исполняет «музыку так, чтобы вы танцевали, как будто на вас никто не смотрит». Они вскоре подписывают контракт с независимым лейблом High Voltage Sounds и в ноябре выпускают свой первый дубль-А сингл «After Midnight», который стал «синглом недели» на радиостанции Xfm. В составе коллектива происходят перемены, на замену ушедшей участнице группы Флик Уорд приходит Сара Бикрофт «Биз», которая была поклонницей группы.
Жизнь группы Bureau в рождественское время омрачает малоприятное событие — участники группы Dexys Midnight Runners угрожают им очень масштабным судебным процессом, если они не сменят название. Очевидно, что некоторые из них после Dexy’s сформировали группу под названием The Bureau. Поэтому в 2006 году коллектив вынужденно меняет название на Daggers. В группе 5 человек, но долгое время пишут музыку только Тео с Адамом. Они играют альтернативную музыку – электроника, рок, диско-хаус, новая волна, синти-поп. Подписывают контракт с лейблом Fandango и в октябре 2007 года выпускают свой второй дубль-А сингл «Money / Magazine», который несмотря на то, что не попал в чарт, был номинирован Popjustice на Twenty Quid Music Prize. Их «благословил» топ-продюсер поп-музыки Ричард «Бифф» Стеннард — человек, стоящий за музыкой Spice Girls, Кайли Миноуг и Bellefire. Вокалист Тео Хатчкрафт рассказывает: «Я написал ему письмо, но ничего не ждал от этого. И когда он позвонил мне и пригласил нас в свою студию в Брайтоне, моя челюсть практически упала на пол». Так 2008 году Daggers стали работать с успешными продюсерами Biffco и Richard X. В сентябре 2008 года группа приехала в Лондон, чтобы сыграть на рекламном A&R смотре наряду с сестрой Бейонсе, Соланж Ноулз. Это выступление оказалось для них провальным, и заставило хорошенько задуматься о будущем группы. Daggers написали о своём распаде на своей странице Myspace 30 января 2009 года.

## Состав
- Тео Хатчкрафт (англ. Theo Hutchcraft) — вокал
- Адам Андерсон (англ. Adam Anderson) — клавишные, гитара
- Скотт Форстер (англ. Scott Forster) — клавишные, гитара
- Сара Бикрофт «Биз» (англ. Sarah Beecroft "Biz") — клавишные, вокал
- Джеми Олсоп (англ. Jamie Alsop) — ударные

Бывшие участники
- Флик Уорд (англ. Flick Ward) — клавишные (участница состава Bureau, покинула группу перед переименованием в Daggers)

## Дискография
Группой выпущены два дубль-А сингла, «After Midnight» в 2006 году и «Money / Magazine» в 2007 году, а также написаны песни «Better Than Love» и «Evelyn», которые были позже выпущены уже группой Hurts в альбоме Happiness, см. Дискография Hurts. Песня группы Bureau «After Midnight» вошла в сборный альбом Full Charge 2006 года, составленный лейблом High Voltage Sounds.

### Синглы
| Год  | Релиз                                                                           | Исполнитель | Детали |
| ---- | ------------------------------------------------------------------------------- | ----------- | --- |
| 2006 | «After Midnight» - Выход: 12 июля - Лейбл: High Voltage - Формат: винил 7"      | Bureau      | Список композиций A: «After Midnight» – 3:21 B: «Dollhouse» – 3:35 Коллектив - обложка – Скотт Форстер - мастеринг – Chris Snow - запись – Lewis O'Brien - слова, музыка – Адам Андерсон, Флик Уорд, Джеми Олсоп, Скотт Форстер, Тео Хатчкрафт |
| 2007 | «Money / Magazine» - Выход: 22 октября - Лейбл: Fandango - Формат: винил 7", ЦД | Daggers     | Список композиций A: «Money» – 3:20 B: «Magazine» – 2:49 Коллектив - продюсер – Адам Андерсон (B), Joe Performance, Lewis O'Brien (B) - слова, музыка – Адам Андерсон, Тео Хатчкрафт                                                           |

### Прочие появления
| Год  | Альбом                                                            | Исполнитель | Комментарий                                                                                 |
| ---- | ----------------------------------------------------------------- | ----------- | ------------------------------------------------------------------------------------------- |
| 2006 | Full Charge - Выход: 20 ноября - Лейбл: High Voltage - Формат: CD | Various     | Сборник лейбла High Voltage Sounds, в который включена песня группы Bureau «After Midnight» |

## Туры
Сет-лист выступлений группы включал в себя следующие песни: «After Midnight», «Death it feels», «End of the World», «Magazine», «Money», «Souvenir», «Private Life».
В 2007 году Daggers стали частью тура Club NME Tour.
Daggers выступали на разогреве группы IAMX в 2007 году и присоединились к их туру и в 2008 году. В марте 2008 года группа выступала на разогреве Гэри Ньюмана в его Replicas туре, в котором он исполнял песни из альбома 1979 года Replicas и все остальные композиции, вышедшие в то время.

### Даты концертов
| Дата                                       | Город              | Площадка/Событие                                                                     | Другие участники                                                                           |
| ------------------------------------------ | ------------------ | ------------------------------------------------------------------------------------ | ------------------------------------------------------------------------------------------ |
| Европа (Великобритания) – Bureau           |                    |                                                                                      |                                                                                            |
| 11 мая 2006                                | Манчестер          | The Music Box/Club Voltage                                                           | —                                                                                          |
| 12 августа 2006                            | Манчестер          | The Roadhouse/Club Voltage                                                           | The Scare                                                                                  |
| 21 сентября 2006                           | Манчестер          | The Roadhouse/Single launch                                                          | —                                                                                          |
| 23 сентября 2006                           | Манчестер          | Парк Платт Филдс/Cohesion Festival                                                   | —                                                                                          |
| 1 октября 2006                             | Блэкпул            | Liquid Lounge                                                                        | —                                                                                          |
| 3 октября 2006                             | Престон            | PR1 Club                                                                             | —                                                                                          |
| 17 октября 2006                            | Шеффилд            | Club NME                                                                             | —                                                                                          |
| 20 октября 2006                            | Ньюкасл            | Northumbria Students Union                                                           | —                                                                                          |
| 29 октября 2006                            | Манчестер          | The Roadhouse/High Voltage In The City                                               | The KBC, redcarsgofaster, Snowfight                                                        |
| 23 ноября 2006                             | Манчестер          | The Roadhouse                                                                        | Modernaire, The Whip                                                                       |
| 1 декабря 2006                             | Манчестер          | Legends                                                                              | HomoElectric                                                                               |
| Европа (Великобритания, Франция) – Daggers |                    |                                                                                      |                                                                                            |
| 23 января 2007                             | Лондон             | The Dublin Castle                                                                    | Wry, Sky Larkin, The Great Statesmen                                                       |
| 7 февраля 2007                             | Манчестер          | TV channel, Channel M                                                                | FRACTION                                                                                   |
| 8 февраля 2007                             | Лондон             | Retro Bar                                                                            | DJs                                                                                        |
| 28 февраля 2007                            | Лондон             | Monto Water Rats                                                                     | My Sad Captains, We Are The Physics, Medallist                                             |
| 17 марта 2007                              | Париж              | La Flèche d'Or                                                                       | The Clerks, Sourya, Performance, Dave Haslam, Hardrock Striker, Mikhail                    |
| 29 марта 2007                              | Манчестер          | Arndale Centre (Zavvi store)                                                         | Sames Teens                                                                                |
| 4 апреля 2007                              | Манчестер          | The Roadhouse                                                                        | The Evening Society, Dirty Circusfast, Blood Red Shoes                                     |
| 1 мая 2007                                 | Шеффилд            | The Plug                                                                             | Club NME, The Stations                                                                     |
| 23 мая 2007                                | Манчестер          | The Roadhouse                                                                        | —                                                                                          |
| 31 мая 2007                                | Манчестер          | The Roadhouse/High Voltage - Music Box                                               | Simian Mobile Disco, Keys Money Lipstick DJ set, New Young Pony Club DJ set                |
| 8 июня 2007                                | Манчестер          | Night & Day Café                                                                     | Shitdisco                                                                                  |
| 14 июня 2007                               | Лондон             | Retro Bar                                                                            | BWK (Barbed Wire Kisses), Contort Yoursel DJs                                              |
| 20 июня 2007                               | Манчестер          | The Roadhouse                                                                        | Performance                                                                                |
| 28 июня 2007                               | Лондон             | The Borderline                                                                       | Good Shoes, Sonic Hearts                                                                   |
| 9 июля 2007                                | Лондон             | Proud Galleries                                                                      | —                                                                                          |
| 4 августа 2007                             | Манчестер          | Percussion                                                                           | The Sunshine Underground, The Whip, Cherry Ghost, Akala и другие                           |
| 22 сентября 2007                           | Глазго             | King Tut's Wah Wah Hut                                                               | IAMX, The Lost Generation                                                                  |
| 23 сентября 2007                           | Манчестер          | Manchester Academy                                                                   | IAMX, Adfinem                                                                              |
| 4 октября 2007[а]                          | Кингстон-апон-Халл | The Welly Club/at Jelly in association with Under The Influence                      | Dance Bastards                                                                             |
| 17 октября 2007                            | Лондон             | The Borderline                                                                       | Rochelle, Alphabeat                                                                        |
| 21 октября 2007                            | Манчестер          | Night & Day Café/ Club Fandango and Fierce Panda. In The City                        | The Rascals, The Author, Sky Larkin, Grammatics, The Displacements, DJs TBA, Tbc           |
| ноября 2007                                | Манчестер          | Swap Shop                                                                            | —                                                                                          |
| 10 ноября 2007[а]                          | Сток-он-Трент      | Underground Stoke-on-Trent                                                           | —                                                                                          |
| 19 ноября 2007                             | Лондон             | Stay Beautiful                                                                       | —                                                                                          |
| 23 ноября 2007                             | Хертфорд           | Strange Place (clubnight)                                                            | Elle Milano, Rotating Leslie, The Art Of Opposition                                        |
| 1 декабря 2007                             | Лондон             | Stay Beautiful (Purple Turtle)                                                       | —                                                                                          |
| 13 декабря 2007                            | Манчестер          | Bookbinders Club (Club Strut) (Swap Shop)                                            | Fucks & Kisses, Oldboy, Me&Yu Super Special Catwalk Show                                   |
| 23 января 2008                             | Ливерпуль          | O2 Academy 2                                                                         | Robots In Disguise, Bells For Renee                                                        |
| 27 января 2008                             | Лидс               | Rios                                                                                 | Robots In Disguise, The Echo                                                               |
| 28 января 2008                             | Манчестер          | The Roadhouse                                                                        | Robots In Disguise, Red Vinyl Fur                                                          |
| 31 января 2008                             | Хитчин             | Club 85                                                                              | Robots In Disguise                                                                         |
| 5 февраля 2008                             | Бедфорд            | Esquires                                                                             | Robots In Disguise                                                                         |
| 6 февраля 2008                             | Танбридж Уэлс      | The Forum                                                                            | Robots In Disguise                                                                         |
| 12 февраля 2008                            | Лондон             | Astoria 2                                                                            | Robots in Disguise, The Michelles                                                          |
| 1 марта 2008                               | Шеффилд            | Corporation                                                                          | Гэри Ньюман                                                                                |
| 2 марта 2008                               | Глазго             | O2 ABC                                                                               | Гэри Ньюман                                                                                |
| 8 марта 2008                               | Манчестер          | Academy 1                                                                            | Гэри Ньюман                                                                                |
| 10 марта 2008                              | Вулвергемптон      | Wulfrun Hall                                                                         | Гэри Ньюман                                                                                |
| 30 марта 2008                              | Ливерпуль          | Carling Academy                                                                      | IAMX                                                                                       |
| 4 апреля 2008                              | Дарлингтон         | Inside Out (Club Strut)                                                              | —                                                                                          |
| 8 апреля 2008                              | Манчестер          | The Birdcage/Poptastic's 12th Birthday without Pete                                  | —                                                                                          |
| 26 апреля 2008                             | Манчестер          | Arndale Centre (Zavvi store)/ The Answering Machine club                             | Same Teens DJs, Theo (Daggers), Jake (Barbed Wire Kisses)                                  |
| 22 мая 2008                                | Йорк               | Fibbers                                                                              | Robots In Disguise                                                                         |
| 26 мая 2008                                | Манчестер          | Ruby Lounge                                                                          | Robots In Disguise, The Hair, Deltawave                                                    |
| 27 мая 2008                                | Шеффилд            | Carling Academy                                                                      | Robots In Disguise                                                                         |
| 9 июля 2008                                | Лондон             | Proud Galleries                                                                      | RIF RAF, IAMX                                                                              |
| 8 августа 2008                             | Лондон             | Nottinghill Arts Centre                                                              | —                                                                                          |
| 7 октября 2008                             | Манчестер          | Bar 38 (Popjustice gig, In The City)                                                 | Литл Бутс, VV Brown, Antigone, Dolly Rockers, Red Blooded Women, Popjustice DJs            |
| 9 октября 2008                             | Манчестер          | Academy 3/Ben Sherman & Live Nation in association with Mach Schau and Club Fandango | The Travelling Band, Delays, The Answering Machine, The Ruling Class, Special Guest DJ Set |
| 23 октября 2008                            | Манчестер          | Manchester Academy                                                                   | IAMX, Adfinem                                                                              |
| 7 ноября 2008                              | Дарлингтон         | Inside Out (Club Strut)                                                              | —                                                                                          |
| 10 ноября 2008                             | Донкастер          | The Leopard                                                                          | Gold Soul, International One, Abduction Of Margaret                                        |
| 14 ноября 2008                             | Лондон             | Proud Camden Photographic Gallery and Bar                                            | New Young Pony Club, James Theaker (Club NME), Si Macc                                     |

Примечания
а Выступление является частью Club NME Tour.